# Michael Curry (biskup)
Michael Bruce Curry (ur. 13 marca 1953) – amerykański biskup, obecnie pełniący funkcję 27. przewodniczącego biskupa i prymasa Kościoła Episkopalnego w Stanach Zjednoczonych. Wybrany w 2015 roku, Curry jest pierwszym Afroamerykaninem na tym stanowisku.

## Życiorys
Curry ukończył z wyróżnieniem Hobart College w 1975 roku, a następnie zdobył tytuł magistra teologii na Yale Divinity School w 1978 roku. Jego posługa kapłańska rozpoczęła się w St. Stephen’s Episcopal Church w Winston-Salem w Karolinie Północnej. Później był duszpasterzem w różnych parafiach, angażując się w opiekę nad kryzysami, tworzenie obozów letnich dla dzieci i wspieranie inicjatyw społecznych.
W 2000 roku Curry został wybrany biskupem diecezjalnym Episkopalnej Diecezji Północnej Karoliny, stając się pierwszym afroamerykańskim biskupem diecezjalnym w południowej części Stanów Zjednoczonych. Jako biskup, zaangażował się w sprawy sprawiedliwości społecznej, wspierając kampanię na rzecz celów rozwoju tysiąclecia, która zaowocowała zakupem moskitier ratujących życie ponad 100 000 osób.
W 2015 roku Curry został wybrany 27. przewodniczącym biskupem i prymasem Kościoła Episkopalnego. Jego kadencję rozpoczęto 1 listopada 2015 roku w Narodowej Katedrze Waszyngtońskiej. Jako przewodniczący biskup, uczestniczył w serii odnowień duchowych oraz w debatach na temat kwestii społecznych i równości małżeńskiej.
Michael Curry nadal jest aktywny w życiu kościelnym, mimo problemów zdrowotnych – przeszedł operacje związane z rakiem prostaty i krwotokiem podpajęczynówkowym. Otrzymał liczne tytuły honorowe oraz został odznaczony Orderem św. Jana przez Elżbietę II w 2015 roku.

## Kontrowersje
W grudniu 2015 roku Curry jako nowo wybrany przewodniczący biskup, odwołał trzech wysokich rangą pracowników administracji Kościoła Episkopalnego z powodu naruszenia zasad pracy. W 2018 roku Curry wygłosił przemówienie podczas ślubu księcia Harry’ego i Meghan Markle, co przyciągnęło uwagę międzynarodową.
W czerwcu 2023 roku Curry stanął w obliczu oskarżeń o niewłaściwe podejście do ich zarzutów o molestowanie zgłoszonych przez synów i byłą żonę biskupa Prince'a G. Singha.